# K5 League Gyeonggi-do 2021
Die K5 League Gyeonggi-do 2021 ist die dritte Spielzeit als höchste Amateurspielklasse im südkoreanischen Fußball. Die Saison begann am 27. Juni 2021 und endet voraussichtlich am 31. Oktober 2021. Anschließend folgen die Play-off-Spiele.

## Teilnehmer und ihre Spielstätten
| Team                       | Stadt                      | Heimstadion                                                            | In der Liga seit           | Vorjahresplatzierung         |                            |
| K5 League Gyeonggi-do 2021 | K5 League Gyeonggi-do 2021 | K5 League Gyeonggi-do 2021                                             | K5 League Gyeonggi-do 2021 | K5 League Gyeonggi-do 2021   | K5 League Gyeonggi-do 2021 |
| -------------------------- | -------------------------- | ---------------------------------------------------------------------- | -------------------------- | ---------------------------- | -------------------------- |
| Yangju Deokgye FV          | Yangju                     | Yangju-Stadion Dongducheon-Stadion Yongin-Fußballcenter Goyang-Stadion | 2019                       | 3. Platz                     |                            |
| Dongducheon ONETEAM        | Dongducheon                | Yangju-Stadion Dongducheon-Stadion Yongin-Fußballcenter Goyang-Stadion | 2019                       | 4. Platz                     |                            |
| Icheon Majang FV           | Icheon                     | Yangju-Stadion Dongducheon-Stadion Yongin-Fußballcenter Goyang-Stadion | 2019                       | Staffelsieger                |                            |
| Yongin FV                  | Yongin                     | Yangju-Stadion Dongducheon-Stadion Yongin-Fußballcenter Goyang-Stadion | 2019                       | 5. Platz                     |                            |
| Suwon City FC              | Suwon                      | Yangju-Stadion Dongducheon-Stadion Yongin-Fußballcenter Goyang-Stadion | 2020                       | 2. Platz                     |                            |
| Goyang FC SWAG             | Goyang                     | Yangju-Stadion Dongducheon-Stadion Yongin-Fußballcenter Goyang-Stadion | 2021                       | Aufsteiger aus der K6 League |                            |

## Reguläre Saison
| Pl.                     | Verein               | Sp. | S | U | N | Tore    | Diff. | Punkte |
| ----------------------- | -------------------- | --- | - | - | - | ------- | ----- | ------ |
| 1.                      | Suwon City FC        | 5   | 4 | 1 | 0 | 016:300 | +13   | 13     |
| 2.                      | Goyang FC SWAG (N)   | 5   | 4 | 0 | 1 | 011:600 | +5    | 12     |
| 3.                      | Dongducheon ONETEAM  | 5   | 3 | 1 | 1 | 016:600 | +10   | 10     |
| 4.                      | Icheon Majang FV (M) | 5   | 1 | 1 | 3 | 008:160 | −8    | 04     |
| 5.                      | Yongin FV            | 4   | 0 | 1 | 3 | 003:120 | −9    | 01     |
| 6.                      | Yangju Deokgye FV    | 4   | 0 | 0 | 4 | 000:110 | −11   | 0      |
| Stand: 30. Oktober 2021 |                      |     |   |   |   |         |       |        |

| Zum 5. Spieltag:                                                                                    |  |
| Meister der K5 League Gyeonggi-do und Qualifikation zum Korean FA Cup 2022 Abstieg in die K6 League |  |
| |  |
| Zum Saisonende 2020:                                                                                |  |
| (M) Vorjahres Staffelsieger                                                                         |  |
| (N) Aufsteiger aus der K6 League                                                                    |  |

## Statistik

### Torschützenliste
Bei gleicher Anzahl von Treffern sind die Spieler alphabetisch geordnet.
| Platz | Spieler        | Mannschaft          | Tore |
| ----- | -------------- | ------------------- | ---- |
| 01    | Osei Obed      | Dongducheon ONETEAM | 4    |
| 02    | Kim Jin-seob   | Suwon City FC       | 3    |
| 0     | Kim Jeong-beom | Goyang FC SWAG      | 3    |
| 04    | Kim Se-bin     | Yongin FV           | 2    |
| 0     | Kwak Do-min    | Dongducheon ONETEAM | 2    |

## Spielplan
| Datum            | Spielort             | Heimmannschaft      | Auswärtsmannschaft  | Ergebnis |
| ---------------- | -------------------- | ------------------- | ------------------- | -------- |
| 1. Spieltag      |                      |                     |                     |          |
| 27. Juni 2021    | Dongducheon-Stadion  | Yangju Deokgye FV   | Goyang FC SWAG      | 0:2      |
| 27. Juni 2021    | Dongducheon-Stadion  | Dongducheon ONETEAM | Suwon City FC       | 2:2      |
| 27. Juni 2021    | Dongducheon-Stadion  | Icheon Majang FV    | Yongin FV           | 3:3      |
| 2. Spieltag      |                      |                     |                     |          |
| 23. Oktober 2021 | Yangju-Stadion       | Goyang FC SWAG      | Suwon City FC       | 1:5      |
| 23. Oktober 2021 | Yangju-Stadion       | Dongducheon ONETEAM | Icheon Majang FV    | 7:2      |
| 23. Oktober 2021 | Yangju-Stadion       | Yangju Deokgye FV   | Suwon City FC       | 0:3      |
| 3. Spieltag      |                      |                     |                     |          |
| 24. Oktober 2021 | Yangju-Stadion       | Suwon City FC       | Icheon Majang FV    | 3:0      |
| 24. Oktober 2021 | Yangju-Stadion       | Dongducheon ONETEAM | Goyang FC SWAG      | 1:2      |
| 24. Oktober 2021 | Yangju-Stadion       | Yongin FV           | Goyang FC SWAG      | 0:3      |
| 4. Spieltag      |                      |                     |                     |          |
| 30. Oktober 2021 | Yongin-Fußballcenter | Yangju Deokgye FV   | Dongducheon ONETEAM | 0:3      |
| 30. Oktober 2021 | Yongin-Fußballcenter | Icheon Majang FV    | Yangju Deokgye FV   | 3:0      |
| 30. Oktober 2021 | Yongin-Fußballcenter | Yangju Deokgye FV   | Yongin FV           | -:-      |
| 5. Spieltag      |                      |                     |                     |          |
| 31. Oktober 2021 | Goyang-Stadion       | Goyang FC SWAG      | Yangju Deokgye FV   | 3:0      |
| 31. Oktober 2021 | Goyang-Stadion       | Yongin FV           | Dongducheon ONETEAM | 0:3      |
| 31. Oktober 2021 | Goyang-Stadion       | Suwon City FC       | Icheon Majang FV    | 3:0      |